# Regione di Požega e della Slavonia
La regione di Požega e della Slavonia (croato: Požeško-slavonska županija) è una regione della Croazia. La Regione è situata nella regione della Slavonia centrale; suo capoluogo è Požega.

## Popolazione
Suddivisione della popolazione secondo le nazionalità (dati secondo il censimento del 2001):
- 76.118 (88,68%) croati
- 5.616 (6,54%) serbi
- 788 (0,92%) italiani
- 775 (0,90%) cechi
- 221 (0,26%) ungheresi
- 146 (0,17%) albanesi
- 120 (0,14%) slovacchi

## Città e comuni
La Regione di Požega e della Slavonia è divisa in 5 città e 5 comuni, qui sotto elencati (fra parentesi il dato relativo al censimento della popolazione del 2001).

### Città
| Città      | Ab.    |
| ---------- | ------ |
| Kutjevo    | 7.472  |
| Lipik      | 6.674  |
| Pakrac     | 8.855  |
| Pleternica | 12.883 |
| Požega     | 28.201 |

### Comuni
| Comune    | Ab.   |
| --------- | ----- |
| Brestovac | 4.028 |
| Čaglin    | 3.386 |
| Jakšić    | 4.437 |
| Kaptol    | 4.007 |
| Velika    | 5.888 |